# NGC 6793
NGC 6793 (również OCL 115) – gromada otwarta znajdująca się w gwiazdozbiorze Liska. Odkrył ją William Herschel 18 lipca 1789 roku. Jest położona w odległości ok. 3,6 tys. lat świetlnych od Słońca.